# 宮崎縣公安委員會
宮崎縣公安委員會（日语：／ Miyazakiken kō'an-i'inkai */?）是由宮崎縣知事所轄，負責管理宮崎縣警察的行政委員會，由3名委員組成。

## 委員
- 委員長
  - 山崎殖章
- 委員
  - 藤田紀子
  - 江藤利彦

## 下部組織
- 宮崎縣警察

## 外部連結
- 宮崎県公安委員会（页面存档备份，存于）